# برايا دي فيتوريا
برايا دي فيتوريا (بالبرتغالية: Praia da Vitória) ويعني "شاطئ النصر"، هي بلدية في أرخبيل الأزور البرتغالية. ويبلغ عدد سكانها 21,035 (في عام 2011)، تعتبر ثاني أكبر سلطة إدارية في جزيرة تيرسيرا، وتغطي مساحة قدرها 161.27 كيلومتر مربع (62.27 ميل مربع)، وتمتد من منتصف الساحل الشمالي إلى الداخل.

## أعلام
- ألفارو مارتينز
- لويس جيل بيتنكورت
- نونو بيتنكورت